# NGC 980
NGC 980 (również PGC 9831 lub UGC 2063) – galaktyka soczewkowata (S0), znajdująca się w gwiazdozbiorze Andromedy. Odkrył ją William Herschel 17 października 1786 roku.